# Inopeplus andamanicus
Inopeplus andamanicus là một loài bọ cánh cứng trong họ Salpingidae. Loài này được Pal & Datta miêu tả khoa học năm 1982.